# Micromotion
Die Micromotion GmbH ist ein Unternehmen aus dem Bereich der Mikrosystemtechnik mit Sitz in Limburg an der Lahn, Hessen. Das Unternehmen ist ein Pionier bei der Entwicklung und Produktion von spielfreien und hochpräzisen Mikrogetrieben, hergestellt auf Basis des LIGA-Verfahrens (Lithographie, Galvanoformung, Abformung). Das Unternehmen entstand 2001 als Ausgründung aus dem Institut für Mikrotechnik Mainz (IMM) und der Harmonic Drive AG.

## Geschichte
Das LIGA-Verfahren wurde in den 1990er Jahren am Institut für Mikrotechnik Mainz und dem Forschungszentrum Karlsruhe entwickelt, um metallische Mikrostrukturen mit hoher Präzision herzustellen. Gemeinsam mit der Harmonic Drive AG entstand die Vision, spielfreie Mikrogetriebe nach dem Harmonic Drive Prinzip mit Untersetzungen bis 1000:1 in kompakter Bauweise basierend auf dem LIGA-Verfahren herzustellen. Im Jahr 2001 wurde die Micromotion GmbH in Mainz gegründet, um die Technologie in die industrielle Anwendung zu übertragen.

## Produkte und Technologien
Micromotion ist auf die Entwicklung und Serienfertigung von Mikropositioniersystemen basierend auf spielarmen Micro Planetengetrieben und spielfreien Micro Harmonic Drive®-Getrieben spezialisiert. Diese besonderen Mikropositioniersysteme zeichnen sich durch folgende Eigenschaften aus:
- Spielfreiheit und hohe Untersetzung (120:1 bis 1000:1) bei Außendurchmesser von kleiner gleich 10 mm[2]
- Fertigung von Zahnradstrukturen im Mikrometerbereich (z. B. Zähne mit Breiten von ca. 50–60 µm)[2]
- Einsatz der Direct-LIGA-Technologie zur Herstellung hochpräziser metallischer Mikrobauteile[1][4]

Die durch den LIGA-Prozess hergestellten Mikrogetriebe stellen die Schlüsselkomponenten in den Mikropositionierantrieben der Micromotion GmbH dar. Die Mikrogetriebe können mit Encodern, Motoren oder Kugelumlaufspindeln zu hochpräzisen Positioniersystemen kombiniert werden. In den meisten Fällen werden diese Antriebssysteme in kundenspezifische Unterbaugruppen integriert, um präzise und zugleich Bauraum optimierte Positioniervorgänge zu ermöglichen. Dabei kann es sich sowohl um rotative als auch lineare Positioniervorgänge handeln. Aufgrund dieser Herstellungstechnologie können Wiederholgenauigkeiten im Winkelsekundenbereich bzw. im Nanometerbereich bei gleichzeitig minimalen Außenabmessungen realisiert werden. Die Produkte werden typischer Weise in den Bereichen Medizintechnik, Halbleiterindustrie, Optik und Raumfahrt eingesetzt.

## Unternehmensstruktur
Die Micromotion GmbH ist ein Tochterunternehmen der Harmonic Drive SE mit Sitz in Limburg an der Lahn, Hessen.

## Bedeutung
Die Micromotion GmbH ist ein Pionier bei der industrielle Anwendung des LIGA-Verfahren. Fachveröffentlichungen und Branchenberichte unterstreichen die Rolle des Unternehmens als Vorreiter bei der Überführung des LIGA-Prozesses in einen serientauglichen Herstellungsprozess von Schlüsselkomponenten für Mikroantriebssysteme für hochpräzise Positionieraufgaben. Das Unternehmen wird zu den sogenannten „Hidden Champions“ in der Mikrosystemtechnik in Rheinland-Pfalz gezählt.